# Agykamrák

Agykamrák

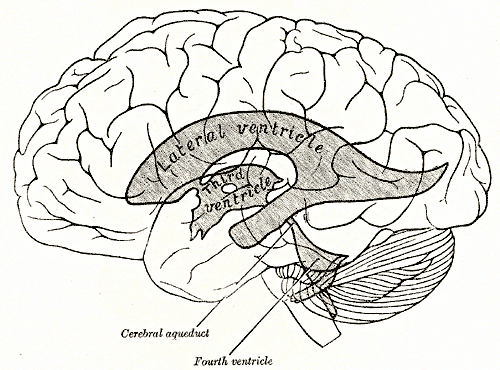
Agykamrák elhelyezkedése az agyban (vázlatos oldalnézet)

Az agykamrák helyzete a koponyában. Oldalkamrák vetülete piros, harmadik és negyedik agykamráké sötétkék színnel jelölve.

Az agykamrák az agyhólyagok üregeinek származékai, amelyek egymással, a gerinccsatornával és a pókhálóhártya alatti térrel is összeköttetésben állnak. Mindezen tereket agy-gerincvelői folyadék tölti ki. Így az agykamrák is részei annak az üregrendszernek, amelynek - a kitöltő folyadék közbejöttével - szerepe van az agy mechanikai védelmében, az agyszövet táplálásában és a koponyaűri nyomás szabályozásában. A folyadékot az agykamrák érfonatai termelik. Ha a folyadék felszívódása nem tart egyensúlyt annak termelődésével - fejlődési rendellenesség - vagy a felszívódást akadályozó kóros elváltozások miatt, a fokozott koponyaűri nyomás az agyállomány sorvadásához és a fej kóros deformálódásához vezet. 

## Az agykamrák rendszere, az agy-gerincvelői folyadék, a vér-agy és a vér-liquor gát
A központi idegrendszer belső üregrendszerét kitölti, külső felszínét pedig körülveszi egy színtelen, átlátszó folyadék, az agy-gerincvelői folyadék (liquor cerebrospinalis). Ebben a részben ismertetésre kerül ennek a fontos folyadéknak elhelyezkedése, funkciói, képződése, keringése felszívódása. Ehhez elengedhetetlen az agy belső üregrendszerének ismerete is. Különös hangsúlyt kap agy-gerincvelői folyadék klinikai jelentősége. A vér-agy gát és a vér-liquor gát szerkezete és jelentősége szintén leírásra kerül. Ehhez tartozik az is, hogy mi a jelentősége annak, hogy az agy bizonyos részeinek milyen védelme van a potenciálisan toxikus hatóanyagoktól és más külső eredetű anyagoktól.

## Az agykamrák rendszere
Agykamrák alatt az agy belsejében elhelyezkedő, négy folyadékkal telt üreget értünk; ezek a kétoldali oldalkamra (ventriculus lateralis), a harmadik agykamra (ventriculus tertius) és a negyedik agykamra (ventriculus quartus). A két oldalkamra a Monro-féle lyukak nyílásain (foramen interventriculare) keresztül közlekedik a harmadik agykamrával.
A harmadik agykamrát és negyedik agykamrát egy szűk járat (aqueductus cerebri; Silvius-csatorna) köti össze. A negyedik agykamra ürege egyrészt folytatódik a gerincvelő szűk központi csatornájába (canalis centralis), másrészt a tetején lévő három nyíláson keresztül összeköttetésben áll a subarachnoidealis térrel. A gerincvelő központi csatornája az alsó végénél egy kis tágulattal rendelkezik, ez a (ventriculus terminalis). A kamrákat mindenütt ependyma béleli, és belsejüket agy-gerincvelői folyadék tölti ki. Fejlődéstanilag az agykamrák a velőcső üregének származékai.

## Az oldalkamrák

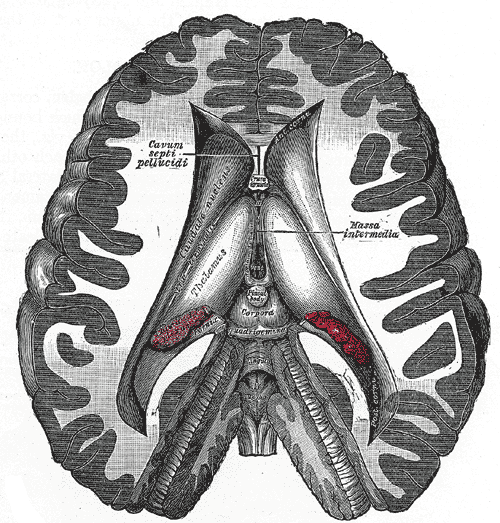
Feltárt agykamrák felülről nézve.

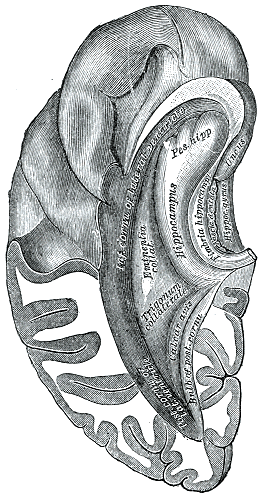
Az oldalkamra alsó része és a hippokampusz

Két nagy oldalkamra (ventriculus lateralis) van, mindkét agyféltekében egy-egy. Az oldalkamra egy nagyjából C alakú üreg, amelynek részei: a központi rész (pars centralis), amely a fali lebenyben (lobus parietalis) helyezkedik el, az elülső, hátsó és alsó szarvak (cornu anterius, posterius és inferius), amelyek a felsorolásnak megfelelő sorrend szerint beterjednek az agy homloki (frontalis), nyakszirti (occipitalis), és halántéki (temporalis) lebenyeibe. 
Az oldalkamra a harmadik agykamra üregével a kamraközti nyíláson (foramen interventriculare) keresztül áll kapcsolatban. Ezt a nyílást elölről a boltozat (fornix) oszlop-része (columna fornicis), hátulról a talamusz elülső vége határolja.

## Az oldalkamra érfonata(plexus choroideus ventriculi lateralis)
A plexus choroideus érfonat a kamrába annak medialis részén nyomul be egy bolyhos érhálózatként, amelyet a pia mater alkot, amelyet a kamraüreg ependymalis bélése borít. Az oldalkamra centrális részének és hátsó szarvának találkozásánál a plexus choroideus folytatódik az alsó szarvba. Az érfonat funkciója az agy-gerincvelői folyadék (liquor cerebrospinalis) termelése.

## A harmadik agykamra

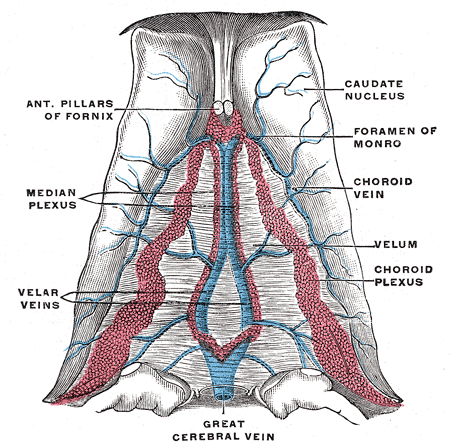
A III. agykamra felső fala.

A harmadik agykamra egy résszerű üreg a két talamusz és hipotalamusz között. Elöl összeköttetésben áll az oldalkamrákkal a kamraközti nyíláson (Monro-féle nyílások) keresztül, hátrafelé pedig a negyedik agykamrával a Sylvius-féle csatornán (aqueductus cerebri) keresztül.

## A harmadik agykamra érfonata(plexus choroideus ventriculi tertii)
A kétoldali, szimmetrikus érfonatok a kamra teteje fölött elhelyezkedő (tela choroidea) alakulnak ki. A tela choroidea érgomolyagai a középvonal két oldalán nyomulnak lefelé, benyomva az agykamra ependymalis tetejét. A két érfonatból álló taréj vagy rojt, amely a harmadik agykamra tetejéről lóg le, alkotja a harmadik agykamra plexus choroideusát. A plexus choroideusok funkciója a cerebrospinalis folyadék termelése. A harmadik és negyedik agykamra tela choroideája, és ebből következően plexus choroideusa vérellátását a belső feji verőérből (arteria carotis interna) és a gerincmenti verőerek (arteria vertebralis) ágaiból kapja. A vénás vért a belső agyi vénák (vena cerebri interna) vezetik el.

## Aqueductus cerebri(Sylvius-féle csatorna)
A Sylvius-féle csatorna (aqueductus cerebri) egy megközelítőleg 1.8 cm hosszúságú, szűk csatorna, amely összeköti a harmadik és a negyedik agykamrát. Ependyma béleli és egy szürkeállományból álló réteg, a (substantia grisea centralis), veszi körül. Ezen a csatornán keresztül áramlik az agy-gerincvelői folyadék a harmadik agykamrából a negyedik agykamrába.
Érfonata nincs.

## A negyedik agykamra
A negyedik agykamra egy sátor alakú üreg, amelyet agy-gerincvelői folyadék tölt ki. A kisagy előtt és a híd, valamint a nyúltvelő felső fele mögött helyezkedik el. Ependyma béleli és felfelé a középagyba az aqueductus cerebrivel, lefelé a nyúltvelőbe és a gerincvelőbe a központi csatornával folytatódik. A negyedik agykamrának oldalsó szélei, egy teteje és egy rombusz alakú aljzata a (fossa rhomboidea) van. Mindkét szél alsó részét az alsó kisagykarok alkotják. A szélek felső részét a felső kisagykarok képezik. A sátorszerű tető benyúlik a kisagyba. A felső részt a két felső kisagykar medialis szélei képezik, és egy fehérállományból álló összekötő velőlemez, a (velum medullare superius). A tető alsó részét az alsó velőlemez (velum medullare inferius) alkotja, amely egy idegszövetet nem tartalmazó vékony lemezből áll, és a kamrai ependymából és az azt hátulról fedő pia materből tevődik össze. A tetőnek ezt a részét a középvonalban egy tág nyílás járja át, az (apertura mediana ventriculi quarti) vagy (Magendie-nyílás). A kamraüreg oldalirányú kitüremkedései a nyúltvelő oldala mentén oldalirányba nyúlnak és elől nyílnak, mint Luschka-féle nyílások (aperturae laterales ventriculi quarti). Ilyen módon a negyedik agykamra ürege összeköttetésben áll a subarachnoidealis térrel egy középső és két oldalsó nyíláson keresztül. Ezek a fontos nyílások lehetővé teszik, hogy az agy-gerincvelői folyadék kiáramoljon a kamrák rendszerének üregeiből a subarachnoidealis térbe.

## A negyedik agykamra aljzata vagy rombuszárok

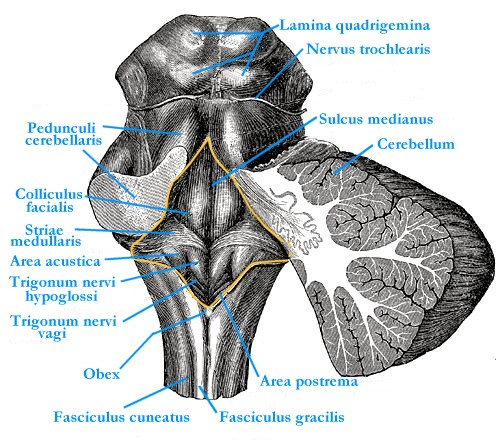
A rombuszárok

A negyedik agykamra rombusz alakú aljzatát (fossa rhomboidea) a hídnak és a nyúltvelő felső felének hátsó felszínei képezik. Az aljzatot egy középső barázda (sulcus medianus) két szimmetrikus félre osztja. Ennek a barázdának mindkét oldalán egy kiemelkedés van, az (eminentia medialis), amelyet oldalról egy másik barázda, a (sulcus limitans) határol. A sulcus limitanstól oldalt van az (area vestibularis). A vestibularis magok az area vestibularis alatt helyezkednek el. A colliculus facialis egy kis kidomborodás az eminentia medialis alsó végén, amelyet a távolító ideg magját megkerülő, a nervus facialis motoros magjából eredő rostok alakítanak ki. A sulcus limitans felső végén egy kékesszürke terület van, amelyet melanin pigmentet tartalmazó sejtek csoportjai hoznak létre. Az árkot harántul futó idegrostkötegek, a (stria medullaris) felső és alsó részre osztják. Az alsó részen a következő fontos képleteket találhatók az agykamra aljzatán: A legmedialisabb helyzetű a (trigonum nervi hypoglossi), amely jelzi a helyzetét az alatta fekvő nyelvalatti idegi magnak (nucleus nervi hypoglossi). Ettől lateralisan van a (trigonum nervi vagi), amely alatt a bolygóideg hátsó motoros magja (nucleus motorius posterior) helyezkedik el.

## A negyedik agykamra érfonata(plexus choroideus ventriculi quarti)
Az érfonat T alakú; a T függőleges szára kettőzött. A kamra tetejének felén található, és erősen erezett tela choroidea alkotja. A tela choroidea a pia mater kétrétegű redője, amely a kamra tetején keresztül betüremkedik és ependyma borítja. A fonat vérellátását a hátsó-alsó kisagyi artériák (arteria cerebellaris posterior inferior) biztosítják. Az érfonat agy-gerincvelői folyadékot termel.

## A gerincvelő és a nyúltvelő központi csatornája
A központi csatorna (canalis centralis) felül a negyedik agykamrába nyílik. Lefelé áthalad a nyúltvelő alsó felén, és a gerincvelő egész hosszán. A gerincvelő kúpos végződésében (conus medullaris) lévő tágulata a (ventriculus terminalis). Alsó vége zárt, agy-gerincvelői folyadék tölti ki, és ependyma béleli. A központi csatornát a szürkeállomány összeköttetései (commissura grisea) veszik körül. Érfonata nincs.

## A subarachnoidealis tér
A pókhálóhártya alatti (subarachnoidealis) tér az arachnoidea mater és a pia mater közötti rés vagy üreg, így mindenütt megvan, ahol ezek az agyhártyarétegek borítják az agyat és a gerincvelőt. A teret agy-gerincvelői folyadék (központi idegrendszeri folyadék) tölti ki, és itt találhatók az agy nagy erei. A rést finom kötőszövetes gerendák hálózata hidalja át. Teljesen körülveszi az agyat, és a szaglóidegek mentén kinyúlik az orrnyálkahártya szaglómezőjéhez (regio olfactoria). A subarachnoidealis tér az agyba be- és kilépő erek mentén is kiterjed, és ott végződik, ahol az erek már arteriola vagy venula szerkezetűek és nagyságúak. A subarachnoidealis tér körülveszi az agyidegeket és a gerincvelői idegeket és követik azokat addig a pontig, ahol elhagyják a koponyát, illetve a gerinccsatornát. Itt az arachnoidea mater és a pia mater egybeolvad az idegek perineuriumával. Bizonyos helyeken az agy alapja körül a subarachnoidealis tér kitágul, és ún. ciszternákat (cisterna subarachnoidea) alkot. Ezek közül a legnagyobbak a kisagy és a nyúltvelő közötti ciszterna (cisterna cerebellomedullaris), a hídnál lévő tágulat (cisterna pontis), és az agykocsányok közötti tágulat (cisterna interpeduncularis). Lefelé a subarachnoidealis tér túlér a gerincvelő alsó végén, körülveszi a cauda equinát, és a második és harmadik sacralis csigolya találkozásának szintje alatt végződik.

## Azagy-gerincvelői folyadék
Az agy-gerincvelői folyadék(központi idegrendszeri folyadék; liquor cerebrospinalis) az agykamrák üregeit, valamint az agyat és gerincvelőt körülvevő subarachnoidealis teret tölti ki. Világos, színtelen folyadék. A benne oldott anorganikus sók összetétele és koncentrációja a vérplazmáéhoz hasonló. A glükóz koncentrációja a vérplazmáénak fele, fehérjét pedig csak nyomokban tartalmaz. Csak néhány nyiroksejt (lymphohocyta) van benne. A normál limfocitaszám 0 és 3 között van mikroliterenként (3000 ml-1). A liquor normál nyomása igen állandó értékhatáron belül szabályozott. Oldalfekvő helyzetben az ágyéki gerinc csapolásával (lubalpunctio) mérve, 70 és 220 mm.H2O (690-2100 Pa) között van. A nyomást erőlködés, köhögés, vagy a nyakon a vena jugularis interna összenyomása fokozza. Teljes mennyisége a pókhálóhártya alatti (subarachnoidealis) térben és az agykamrákban körülbelül 120-200 ml.

## Az agy-gerincvelői folyadék funkciói

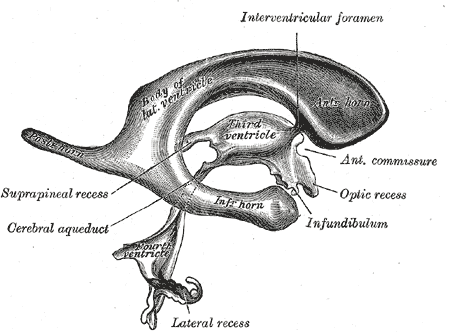
Agykamrák öntvénye oldalnézetben.

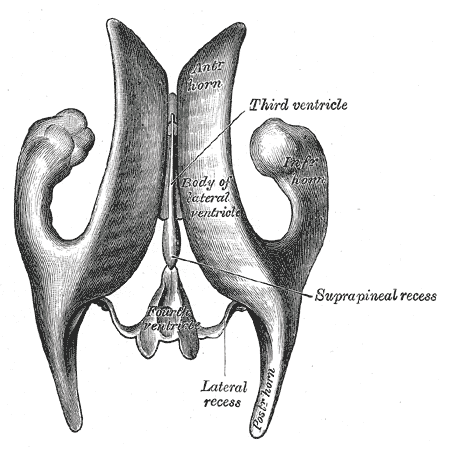
Agykamrák öntvénye felülnézetben.

Az agy-gerincvelői folyadék (központi idegrendszeri folyadék; liquor cerebrospinalis), amely az agynak és a gerincvelőnek mind a külső, mind a belső felszíneit beborítja, mintegy párnaként szolgál a központi idegrendszer és a körülvevő csontok között, ezzel védve a központi idegrendszert a mechanikus traumáktól. Mivel az agy sűrűsége csak kevéssel nagyobb, mint a liquoré, a folyadékban az agy majdnem úszva lebeg, ily módon a folyadék mechanikai alátámasztást biztosít az agynak. A folyadék szoros viszonya az idegszövethez és a vérhez lehetővé teszi, hogy a liquortér kiegyenlítő tartályként segítse a koponya tartalmának térfogati szabályozását. Így, ha az agy térfogata, vagy a vér térfogata megnő, a cerebrospinalis folyadék térfogata csökken. A cerebrospinalis folyadék ideális élettani tápoldat, ezért valószínűleg aktív szerepet játszik az idegszövet táplálásában; és szinte biztosan segíti a neuronok anyagcsere végtermékeinek eltávolítását. Lehetséges, hogy a tobozmirigy váladékai a cerebrospinalis folyadékkal a harmadik agykamrán keresztül az agyalapi mirigyhez (hypophysis) jutva befolyásolják annak működését.

## A központi idegrendszeri folyadék képződése, keringése, felszívódása
Az agy-gerincvelői folyadék-ot (cerebrospinalis folyadékot) főként az oldalkamrák, harmadik és negyedik agykamrák érfonatai, plexus choroideusai termelik; valamennyi az agykamrákat bélelő ependyma sejtekből és az ereket körülvevő réseken keresztül az agyállományból is származik. Az érfonatok a felszíne igen egyenetlen. Minden gyűrődésük egy erezett kötőszövetes belső részből és az azt borító köbös sejtek által képzett (ependymalis hámrétegből) áll. A hámsejtek elektronmikroszkópos vizsgálata kimutatta, hogy szabad felszínüket mikrobolyhok borítják. A kapillárisokban lévő vért a kamraüregtől az endothelium, egy membrana basalis, és a felszíni hám választja el. Az endothelium fenestrált ("ablakos", azaz nyílásokkal rendelkezik) és a nagy molekulákat is átengedi. A plexus choroideusok aktívan szekretálják az agy-gerincvelői folyadékot, és ezzel egy kismértékű nyomásgradienst hoznak létre. Ugyanakkor aktívan transzportálják az idegszövet anyagcseréjének végtermékeit az agy-gerincvelői folyadékból a vérbe. Az aktív transzport magyarázza azt a tényt is, hogy a kálium, kalcium, magnézium, bikarbonát és a glükóz koncentrációja alacsonyabb a cerebrospinalis folyadékban, mint a vérplazmában. A liquor cerebrospinalis folyamatosan termelődik mintegy 0.5 ml percenkénti mennyiségben, és teljes térfogata megközelítőleg 130 ml; ez egy körülbelül 5 órás cserélődési időnek felel meg. Fontos azt szem előtt tartani, hogy a cerebrospinalis folyadék termelődését nem nyomás szabályozza (mint például a vérnyomást) és akkor is folytatódik, ha a visszaszívódási utak elzáródnak. 

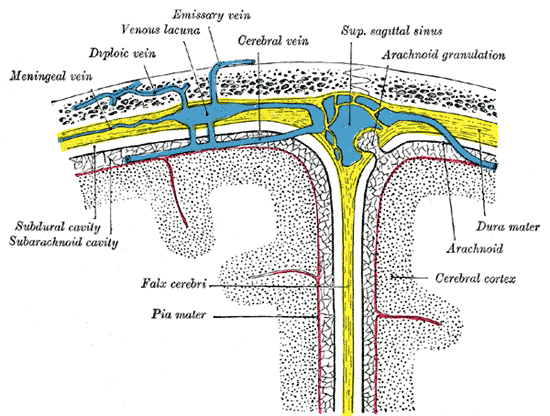
A pókhálóhártya bolyhai.

A liquor keringése a termelődéssel kezdődik a kamrák plexus choroideusaiból és az agy felszínéről. A folyadék az oldalkamrákból a harmadik agykamrába a Monro-nyílásokon keresztül áramlik át. Azután a szűk Sylvius-csatornán át a negyedik agykamrába jut. A negyedik agykamrából a folyadék lassan kiáramlik az agykamra a középső Magendie-nyílásán (apertura mediana ventriculi quarti), és a kétoldali Luschka-nyílásain (apertura lateralis ventriculi quarti) keresztül a subarachnoidealis térbe kerül. A folyadék ezután főleg cisternákon keresztül keresztül eléri az agy alsó felszínét. majd fölfelé szivárog az agyféltekék oldalsó felszíne mentén. Valamennyi cerebrospinalis folyadék lefelé áramlik a gerincvelőt és a cauda equinát körülvevő subarachnoidealis térhez. Itt a folyadék egy vak véghez ér. A cerebrospinalis folyadék nem csupán öblíti az agy és a gerincvelő ependyma és pia borította felszíneit, de az erek mentén be is nyomul az idegszövetbe. A cerebrospinalis folyadék felszívódásának fő helyei a pókhálóhártya bolyhai (villi arachnoideae), amelyek benyomulnak a dura vénás sinusaiba, főleg a sinus sagittalis superiorba. A bolyhok hajlamosak csoportokba tömörülni, és így alkotják a karfiolra emlékeztető arachnoidea-szemcsézetet (granulationes arachnoideae). Szerkezetileg minden arachnoidalis boholy a subarachnoidealis tér kitüremkedése, amely átfúrja a dura matert. A cerebrospinalis folyadék felszívódása a vénás sinusokba akkor következik be, ha a folyadék nyomása meghaladja a vénás sinusban fennálló nyomást. Ha a vénás nyomás növekszik, és meghaladja a cerebrospinalis folyadék nyomását, a villusok csúcsának összenyomódása elzárja a tubulusokat, és megakadályozza, hogy vér áramoljon vissza a subarachnoidealis térbe. Az arachnoidalis bolyhok tehát szelepként működnek.

## A vér-agy és vér-liquor gátak
A központi idegrendszer normális működéséhez nagyon stabil, állandó környezetet igényel. Ezt az állandóságot biztosítja az, hogy a központi idegrendszer szöveti terét a vértől az úgynevezett vér-agy gát, a cerebrospinalis folyadéktól pedig a vér-liquor gát szigeteli el.

## A vér-agy gát
A vér-agy gátat (haematoencephalialis barrier) talán pontosabb lenne vér-agy-gerincvelő gátnak nevezni. A vér-agy gát áteresztőképessége (permeabilitása) fordítottan arányos a makromolekulák méretével és egyenesen arányos zsíroldékonyságukkal. A gázok és a víz könnyen átjutnak a gáton, míg a glükóz és az elektrolitok lassabban haladnak át. A gát csaknem impermeabilis a plazmafehérjék és más nagy szerves molekulák számára. A 60 000 körüli, vagy nagyobb molekulasúlyú vegyületek a vérpályában maradnak. A központi idegrendszer elektronmikroszkópos képei azt mutatják, hogy egy vérkapilláris lumene a neuronokat és a neuroglia sejteket körülvevő sejtközötti tértől a következő rétegek választják el: (1) a kapillárisfal endothel sejtjei, (2) a kapillárist körülvevő folytonos alaphártya (membrana basalis) az endothel sejteken kívül, és (3) az astrocyták nyúlványai, amelyek kívülről tapadnak a kapilláris falához. Bizonyítottnak tekinthető, hogy a kapillárisok endothel sejtjei közötti záró kapcsolatok (zonula occludensek) felelősek a vér-agy gátért. Molekuláris értelemben a vér-agy gát egy folyamatos lipid kettős-réteg, amely körülöleli az endothel sejtet és elszigeteli az agyszövetet a vértől. Ez megmagyarázza, hogy a lipofil molekulák miért tudnak könnyen átdiffundálni a vér-agy gáton, míg a hidrofil molekulák számára átjárhatatlan akadályt jelent. Bár a vér-agy gát megvan az újszülöttekben is, de nyilvánvaló bizonyítékok utalnak arra, hogy bizonyos anyagok számára átjárhatóbb, mint a felnőtteknél. A vér-agy gát szerkezete nem azonos a központi idegrendszer valamennyi területén.

## A vér-liquor gát
A víz, a gázok és a lipid-oldékony anyagok szabadon jutnak át a vérből a cerebrospinalis folyadékba. A makromolekulák, mint a fehérjék és a glükózt kivéve a legtöbb hexóz, nem tudnak átjutni a cerebrospinalis folyadékba. A vér-agy gáthoz hasonló szűrő van a plexus choroideusokban is. Valószínű, hogy a choroidalis epithelium sejtjei közötti zárólécek (zonula occludensek) képezik a tényleges gátat.

## A cerebrospinalis folyadék – agy határfelszín
Nincs élettani gát jellegű szerkezet a cerebrospinalis folyadéktér és a központi idegrendszer extracellularis tere között. Mégis fontos áttekinteni azokat a szerkezeti elemeket, amelyek elválasztják a cerebrospinalis folyadékot az idegszövettől. Három rész a fontos: (1) az agynak és a gerincvelőnek a pia mater által borított felszíne, (2) a subarachnoidealis térnek az idegszövetbe benyomuló perivascularis nyúlványai, és (3) a kamrák ependymalis felszínei. Az agy pia által borított felszínén egy alaphártyán (membrana basalis) nyugvó, lazán elrendeződött pia sejtekből álló réteg van. A membrana basalis alatt a nagy nyúlványos glia sejtek (astrocyták) nyúlványainak talpai találhatók. A szomszédos pia sejtek és a szomszédos astrocyta nyúlványok között nincsenek sejt közötti kapcsolószerkezetek, ilyen módon az idegszövet extracellularis terei csaknem közvetlenül folytatódnak a subarachnoidealis térbe. A subarachnoidealis térnek a központi idegrendszer szövetébe az erek mentén behatoló nyúlványai hamar végződnek az agy felszíne alatt ott, ahol az erek külső borítása összeolvad az idegszövet pia borításával. Az agy kamrai felszínét hengerhámszerű ependymalis réteg béleli, amelynek sejtjeit helyenkénti, nem folytonos záróléc (zonula occludens) szakaszok kötik össze. A sejtek között csatornák vannak, amelyek lehetővé teszik a kapcsolatot a kamrák ürege és a neuronok körüli extracellularis tér között. Az ependymának nincs membrana basalisa, és nincsenek speciális, talpszerű astrocyta nyúlványok, mivel a neuroglia sejtek lazán rendeződnek el.

## A vér-agy és a vér-liquor gát funkcionális jelentősége
Normál körülmények között ez a két szemipermeábilis gát védi az agyat és a gerincvelőt a potenciálisan káros anyagoktól, ugyanakkor lehetővé teszi, hogy a gázok és a tápanyagok bejussanak az idegszövetbe. Orvosi szempontból az is fontos, hogy bizonyos gyógyszerek agyszövetbe jutását is gátolja. 